# Holasici

Mapa lokalizace původních slezských kmenů.

Holasici (též Holasicové nebo kmen Holasiců, polsky Golęszycy, Gołęszycy, Golęszyce, Gołęszyce, Gołężyce, německy Golensizen, Holasitzer, Holaschitzer) byli západoslovanský kmen, který se koncem 6. století usadil na území severně od Jeseníků a Oderských vrchů, zvláště na Opavsku. V 9. století se o podrobení Holasiců snažila Velkomoravská říše. Za vlády moravského knížete Svatopluka I. moravská vojska ničila zdejší holasická hradiště a snažila se o podrobení oblasti, což se jim v omezené míře povedlo. Po pádu Velkomoravské říše se Holasici dostali pod nadvládu Českého knížectví.
Od konce konfliktu Boleslava Chrabrého a Svaté říše římské a ustálení hranic začala vznikat na území obývaném Holasici tzv. Holasická provincie jako provinciální správní celek Olomouckého údělu a Českého knížectví. Tato provincie musela nejpozději vzniknout do roku 1201, kdy Přemysl Otakar I. nařizuje, aby byl placen desátek in provincia Golassizch (z provincie Holasické).